# 小山政光
小山 政光（おやま まさみつ）は、平安時代末期から鎌倉時代初期にかけての武将・御家人。小山氏の祖。下野国・国府周辺に広大な所領を有し下野最大の武士団を率いていた。

## 生涯
武蔵国・在庁官人で藤原秀郷の直系子孫とされる太田行政の子（または孫）として誕生。当初は太田政光を名乗る。政光は久安6年（1150年）頃、下野小山荘に移住し、小山氏の祖となる。後室で三男・朝光の母である寒河尼は源頼朝の乳母。
治承4年（1180年）8月の頼朝挙兵の際、政光と嫡子・朝政は大番役として在京していたが、頼朝の乳母であった後室・寒河尼が元服前の朝光を伴って10月に房総で再起した頼朝の宿所を訪ねている。夫の不在中は妻が権限を持つのが慣習であり、これによって在地にあった小山氏の武士団は頼朝方に立つことになる。以降、息子達と共に頼朝の御家人となる。
文治5年（1189年）7月の奥州合戦で奥州へ向かう道中、下野の宿舎で政光が頼朝の接待をしていた時、頼朝の前に熊谷直実の子・直家が祗候していた。政光が何者か訪ねると、頼朝は「この者は本朝無双の勇士の熊谷小次郎直家である」と紹介した。政光がなぜ無双と称するのか問うと、「一ノ谷の戦いを始めとする平氏追討の戦場で父と共に度々命がけで戦ったからである」と褒めると、政光は大いに笑って「君（頼朝）のために命を捨てるのは、直家に限ったことではありません。ただし、このような者はろくに郎党を持てないために自分で勲功をあげ、高名手柄にするしかないのでしょう。政光のごときは、ただ郎党を派遣して忠を尽くすだけです。皆の者、今度の戦では先頭に進んで自分自身で手柄を立てて、本朝無双の勇士と褒めていただこうではないか。」と息子らに命じた。
これは家人の高名がそのまま自己の戦功となる大領主の「大名」武士と、自身で戦功を立てるしかない「小名」武士の違いを示す例として知られる。
没年は不明だが、正治元年（1199年）以前に死去している。